# Ohain (Nord)
Pour les articles homonymes, voir Ohain.
Ohain est une commune française située dans le département du Nord, en région Hauts-de-France.

## Géographie

### Description
Ohain se situe dans le sud-est du département du Nord (Hainaut) en plein cœur du parc naturel régional de l'Avesnois. L'Avesnois est connu pour ses prairies, son bocage et son relief un peu vallonné dans sa partie sud-est (début des contreforts des Ardennes), dite « petite Suisse du Nord ».
En fait, Ohain fait partie administrativement de l'Avesnois, géologiquement des Ardennes, historiquement du Hainaut et ses paysages rappellent la Thiérache.
La commune se trouve à 135 km de Lille (Préfecture du Nord), 115 km de Bruxelles (Belgique) ou Reims (Marne), à 55 km de Valenciennes, Mons (Belgique) ou Charleroi (Belgique) et à 18 km d'Avesnes-sur-Helpe (Sous-Préfecture). Ohain jouxte la ville de Fourmies.
La Belgique se trouve à 2 km.

### Communes limitrophes
| Trélon | Trélon | Wallers-en-Fagne   |
| Trélon | Ohain  | Momignies Belgique |
|        | Anor   |                    |

### Hydrographie

#### Réseau hydrographique
La commune est traversée par la ligne de partage des eaux entre les bassins hydrographiques Artois-Picardie et Seine-Normandie. Elle est drainée par l'Helpe Majeure, l'Helpe Mineure, le cours d'eau 03 du Bois du Haie d'Anor, le Pont de Chimay, le ruisseau de la Fontaine, le ruisseau des Dardennes et un autre petit cours d'eau,.
L'Helpe Majeure, d'une longueur de 69 km, prend sa source dans la commune  et se jette  dans la Sambre canalisée à Noyelles-sur-Sambre, après avoir traversé 18 communes. 
L'Helpe Mineure, d'une longueur de 50 km, prend sa source dans la commune  et se jette  dans la Sambre canalisée à Locquignol, après avoir traversé douze communes. 

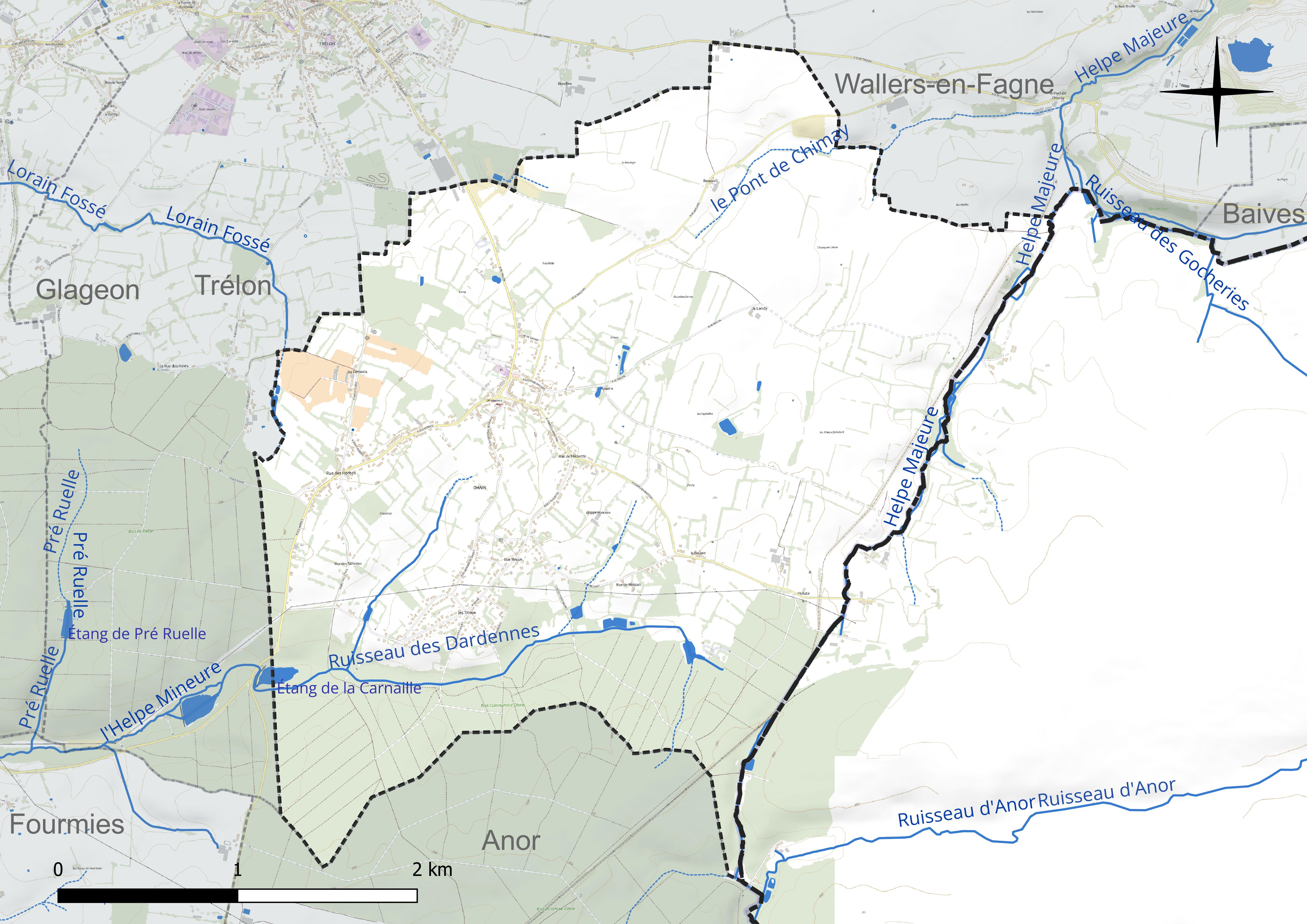
Réseau hydrographique d'Ohain.

Un plan d'eau complète le réseau hydrographique : l'étang de la Carnaille, d'une superficie totale de 1,6 ha (1 ha sur la commune),.

#### Gestion et qualité des eaux
Le territoire communal est couvert par le schéma d'aménagement et de gestion des eaux (SAGE) « Sambre ». Ce document de planification concerne un territoire de 1 253 km2 de superficie, délimité par le bassin versant de la Sambre. Le périmètre a été arrêté le 1er novembre 2003 et le SAGE proprement dit a été approuvé le 21 septembre 2012, puis modifié le 18 août 2022. La structure porteuse de l'élaboration et de la mise en œuvre est le syndicat mixte du parc naturel régional de l'Avesnois. 
La qualité des cours d'eau peut être consultée sur un site dédié géré par les agences de l'eau et l'Agence française pour la biodiversité. 

### Climat
Pour des articles plus généraux, voir Climat des Hauts-de-France et Climat du Nord.
En 2010, le climat de la commune est de type climat de montagne, selon une étude du CNRS s'appuyant sur une série de données couvrant la période 1971-2000. En 2020, Météo-France publie une typologie des climats de la France métropolitaine dans laquelle la commune est exposée à un climat océanique altéré et est dans la région climatique  Nord-est du bassin Parisien, caractérisée par un ensoleillement médiocre, une pluviométrie moyenne régulièrement répartie au cours de l'année et un hiver froid (3 °C). 
Pour la période 1971-2000, la température annuelle moyenne est de 9,2 °C, avec une amplitude thermique annuelle de 15,5 °C. Le cumul annuel moyen de précipitations est de 961 mm, avec 13,6 jours de précipitations en janvier et 10 jours en juillet. Pour la période 1991-2020, la température moyenne annuelle observée sur la station météorologique la plus proche, située sur la commune de Saint-Hilaire-sur-Helpe à 18 km à vol d'oiseau, est de 10,5 °C et le cumul annuel moyen de précipitations est de 802,4 mm,. Pour l'avenir, les paramètres climatiques de la commune estimés pour 2050 selon différents scénarios d'émission de gaz à effet de serre sont consultables sur un site dédié publié par Météo-France en novembre 2022.

## Urbanisme

### Typologie
Au 1er janvier 2024, Ohain est catégorisée commune rurale à habitat dispersé, selon la nouvelle grille communale de densité à sept niveaux définie par l'Insee en 2022.
Elle est située hors unité urbaine. Par ailleurs la commune fait partie de l'aire d'attraction de Fourmies, dont elle est une commune de la couronne,. Cette aire, qui regroupe 7 communes, est catégorisée dans les aires de moins de 50 000 habitants,.

### Occupation des sols
L'occupation des sols de la commune, telle qu'elle ressort de la base de données européenne d'occupation biophysique des sols Corine Land Cover (CLC), est marquée par l'importance des territoires agricoles (74,5 % en 2018), une proportion sensiblement équivalente à celle de 1990 (75 %). La répartition détaillée en 2018 est la suivante : 
prairies (48 %), terres arables (24,6 %), forêts (18,6 %), zones urbanisées (6,9 %), zones agricoles hétérogènes (2 %). L'évolution de l'occupation des sols de la commune et de ses infrastructures peut être observée sur les différentes représentations cartographiques du territoire : la carte de Cassini (XVIIIe siècle), la carte d'état-major (1820-1866) et les cartes ou photos aériennes de l'IGN pour la période actuelle (1950 à aujourd'hui).

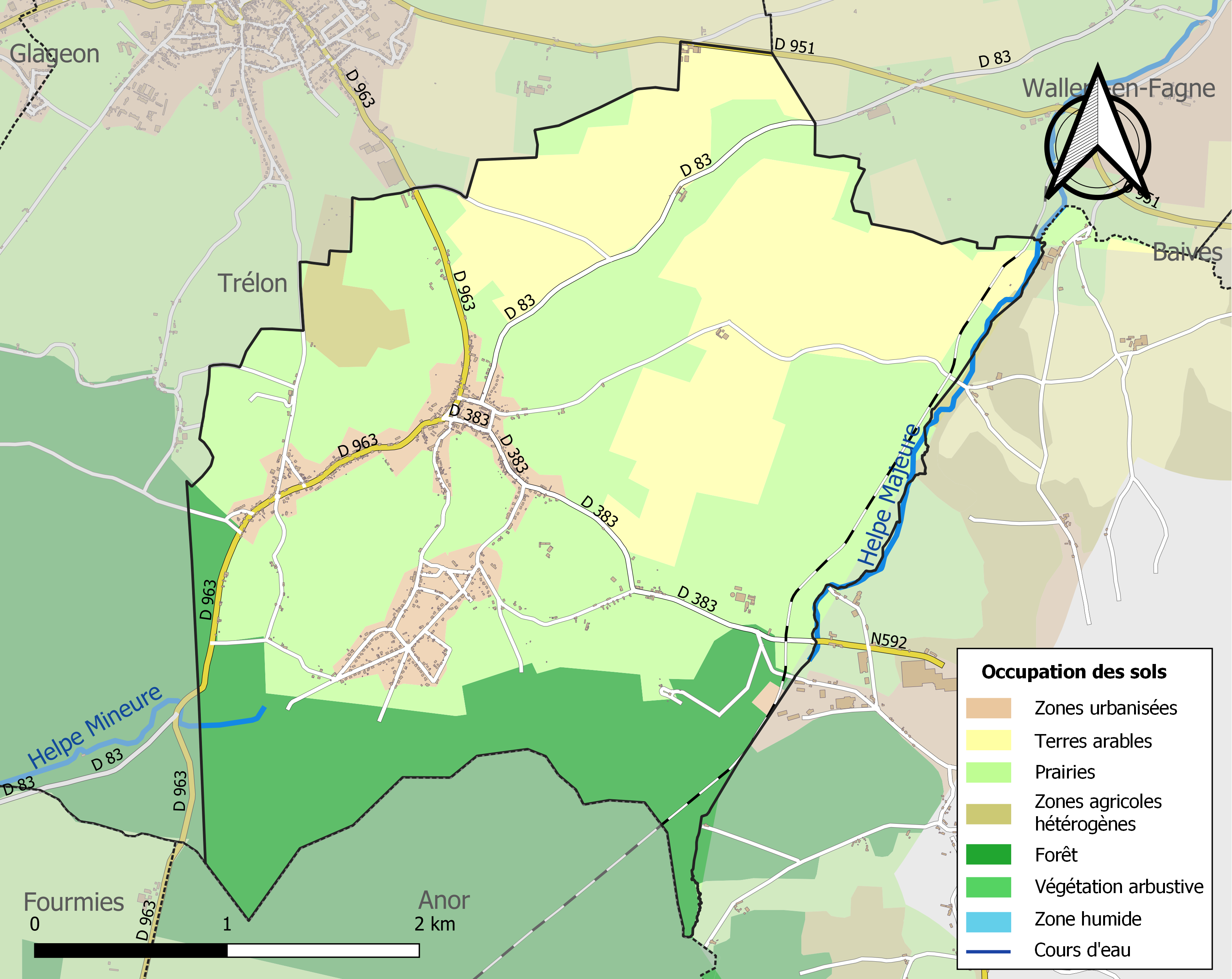
Carte des infrastructures et de l'occupation des sols de la commune en 2018 (CLC).

## Toponymie
Ancien nom : Oain (Carte de Cassini)

## Histoire
- 843 : avec le traité de Verdun, le partage de l'empire carolingien entre les trois petits fils de Charlemagne octroie à Lothaire I, la Francie médiane qui comprend le Hainaut dont fait partie le village.
- 855 : avec le traité de Prüm qui partage la Francie médiane entre les trois fils de Lothaire I, le Hainaut est rattaché à la Lotharingie dont hérite Lothaire II.
- 870 : avec le traité de Meerssen après la mort de Lothaire II, une partie de la Lotharingie dont fait partie le Hainaut est rattachée à la Francie occidentale.
- 880 : avec le traité de Ribemont en 880, le Hainaut est rattaché à la Francie orientale qui deviendra le Saint-Empire romain germanique en 962.
- 1197, première mention d'Ohain, sous forme d'Oain, dans Le cartulaire du Mont Saint-Martin[21].
- En 1543, Ohain est saccagé par les troupes de François I, en 1552 et en 1554 par celles de Henri II, en 1651 et 1653 par les armées de Louis XIV[22].
- 1637 : la commune d'Ohain devient indépendante et ne constitue plus une dépendance de Trélon[23]).
- 1773 : la paroisse d'Ohain devient indépendante de la paroisse de Trélon.

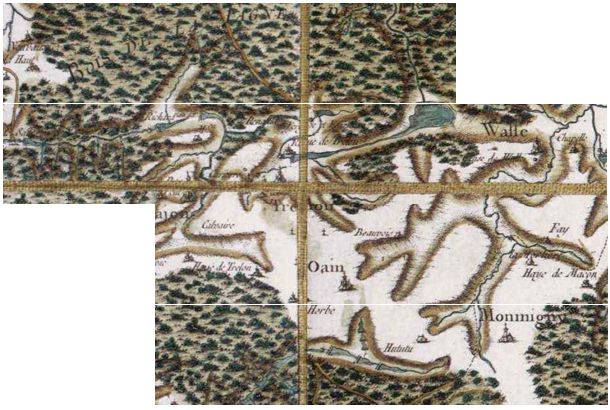
Ohain (Oain) vers 1780 (carte de Cassini).

- 1813 : mise en exploitation d'une mine de fer au lieu-dit du Trou Beumont. Une seconde mine de fer est exploitée de 1870 à 1874 dont la famille Mérode fut concessionnaire[24] (cf supplément spécial Le Courrier du 20/07/2012).
- 1828 : construction du presbytère.
- Au milieu du XIXe siècle, Ohain se développe sous l'administration de Charles Hanoteau, bienfaiteur de la commune. De cette période datent l'église, le cimetière et un grand bâtiment qui héberge la mairie et l'école[25]. Charles Hanoteau dote la commune par un legs d'une pompeuse salle de musique, maintenant salle polyvalente.
- 1843 à 1845 : construction de l'église dédiée à Saint Martin.
- 1865 : création de la première filature par Delval-Hardy (cf supplément spécial Le Courrier du 20/07/2012).
- 1874 : création d'une deuxième filature par Bastien-Bourdu (cf supplément spécial Le Courrier du 20/07/2012).
- Plans du cadastre napoléonien (1823 et 1883) d'Ohain : site internet des Archives départementales du Nord
- Première Guerre mondiale : Ohain se trouve en zone occupée par les troupes Allemandes d'août 1914 jusqu'au 9 novembre 1918, date où le village est libéré par des troupes françaises, 2 jours donc avant l'armistice.

- Seconde Guerre mondiale : Le 3 juin 1944, au lieudit « La Carnaille », 12 personnes perdent la vie à la suite du mitraillage par méprise d'un bus transportant des civils par 2 avions de chasse américains.
- 2000 : en juillet 2000, l'usine textile encore présente dans le village qui comportait 120 employés brûle. Une usine a été reconstruite en 2003 dans la commune voisine de Trélon.

## Politique et administration
Maire de 1802 à 1807 : Simon Jos. Hanoteau,.
| Période                                  | Période                       | Identité       | Étiquette | Qualité                                                                                       |
| ---------------------------------------- | ----------------------------- | -------------- | --------- | --------------------------------------------------------------------------------------------- |
| Les données manquantes sont à compléter. |                               |                |           |                                                                                               |
| avant 1981                               |                               | Marcel Bastien |           |                                                                                               |
| Les données manquantes sont à compléter. |                               |                |           |                                                                                               |
| 1989                                     | mai 2020                      | Alain Rattez   | DVG       |                                                                                               |
| mai 2020                                 | En cours (au 16 juillet 2020) | Sylvain Oxoby  |           | Professeur d'éducation physique et sportive Vice-président de la CC du Sud Avesnois (2020 → ) |

## Population et société

### Démographie

#### Évolution démographique
L'évolution du nombre d'habitants est connue à travers les recensements de la population effectués dans la commune depuis 1793. Pour les communes de moins de 10 000 habitants, une enquête de recensement portant sur toute la population est réalisée tous les cinq ans, les populations de référence des années intermédiaires étant quant à elles estimées par interpolation ou extrapolation. Pour la commune, le premier recensement exhaustif entrant dans le cadre du nouveau dispositif a été réalisé en 2004.

En 2022, la commune comptait 1 185 habitants, en évolution de −1,58 % par rapport à 2016 (Nord : +0,51 %, France hors Mayotte : +2,11 %).
| 1793 | 1800 | 1806 | 1821 | 1831 | 1836  | 1841  | 1846  | 1851  |
| ---- | ---- | ---- | ---- | ---- | ----- | ----- | ----- | ----- |
| 690  | 536  | 711  | 815  | 983  | 1 025 | 1 107 | 1 102 | 1 086 |

| 1856  | 1861  | 1866  | 1872  | 1876  | 1881  | 1886  | 1891  | 1896  |
| ----- | ----- | ----- | ----- | ----- | ----- | ----- | ----- | ----- |
| 1 100 | 1 126 | 1 188 | 1 156 | 1 200 | 1 357 | 1 387 | 1 379 | 1 362 |

| 1901  | 1906  | 1911  | 1921  | 1926  | 1931  | 1936  | 1946  | 1954  |
| ----- | ----- | ----- | ----- | ----- | ----- | ----- | ----- | ----- |
| 1 343 | 1 342 | 1 264 | 1 113 | 1 232 | 1 201 | 1 162 | 1 075 | 1 153 |

| 1962  | 1968  | 1975  | 1982  | 1990  | 1999  | 2004  | 2006  | 2009  |
| ----- | ----- | ----- | ----- | ----- | ----- | ----- | ----- | ----- |
| 1 121 | 1 114 | 1 177 | 1 176 | 1 153 | 1 184 | 1 251 | 1 274 | 1 289 |

| 2014  | 2019  | 2022  | - | - | - | - | - | - |
| ----- | ----- | ----- | - | - | - | - | - | - |
| 1 223 | 1 189 | 1 185 | - | - | - | - | - | - |

#### Pyramide des âges
La population de la commune est relativement jeune.
En 2018, le taux de personnes d'un âge inférieur à 30 ans s'élève à 34,3 %, soit en dessous de la moyenne départementale (39,5 %). À l'inverse, le taux de personnes d'âge supérieur à 60 ans est de 27,7 % la même année, alors qu'il est de 22,5 % au niveau départemental.
En 2018, la commune comptait 579 hommes pour 615 femmes, soit un taux de 51,51 % de femmes, légèrement inférieur au taux départemental (51,77 %).
Les pyramides des âges de la commune et du département s'établissent comme suit.
| Hommes | Classe d’âge | Femmes |
| ------ | ------------ | ------ |
| 0,2    | 90 ou +      | 1,1    |
| 7,6    | 75-89 ans    | 9,8    |
| 18,5   | 60-74 ans    | 18,1   |
| 19,8   | 45-59 ans    | 22,4   |
| 17,7   | 30-44 ans    | 16,0   |
| 18,4   | 15-29 ans    | 16,3   |
| 17,9   | 0-14 ans     | 16,2   |

| Hommes | Classe d’âge | Femmes |
| ------ | ------------ | ------ |
| 0,5    | 90 ou +      | 1,4    |
| 5,3    | 75-89 ans    | 8,1    |
| 14,8   | 60-74 ans    | 16,2   |
| 19,1   | 45-59 ans    | 18,4   |
| 19,5   | 30-44 ans    | 18,7   |
| 20,7   | 15-29 ans    | 19,1   |
| 20,2   | 0-14 ans     | 18     |

## Culture locale et patrimoine

### Lieux et monuments
- L'église Saint-Martin, construite vers 1843-1845 (date sur l'église : 1845), entièrement en pierres grises. Les vitraux de l'église datent de 1888 et proviennent d'un atelier de verrerie à Trélon.
- Orgues Delmotte de 1885 dans l'église Saint-Martin, restaurés en 1998, monument historique depuis 2010[37].
- La salle de musique, édifiée grâce au legs de Charles Hanoteau, bienfaiteur de la commune. Elle sert actuellement de salle des fêtes.
- Le monument aux morts, érigé après la guerre de 1914-1918, commémore aujourd'hui les morts de toutes les guerres, 1870-1871, 1939-45, Algérie et Indochine[38].

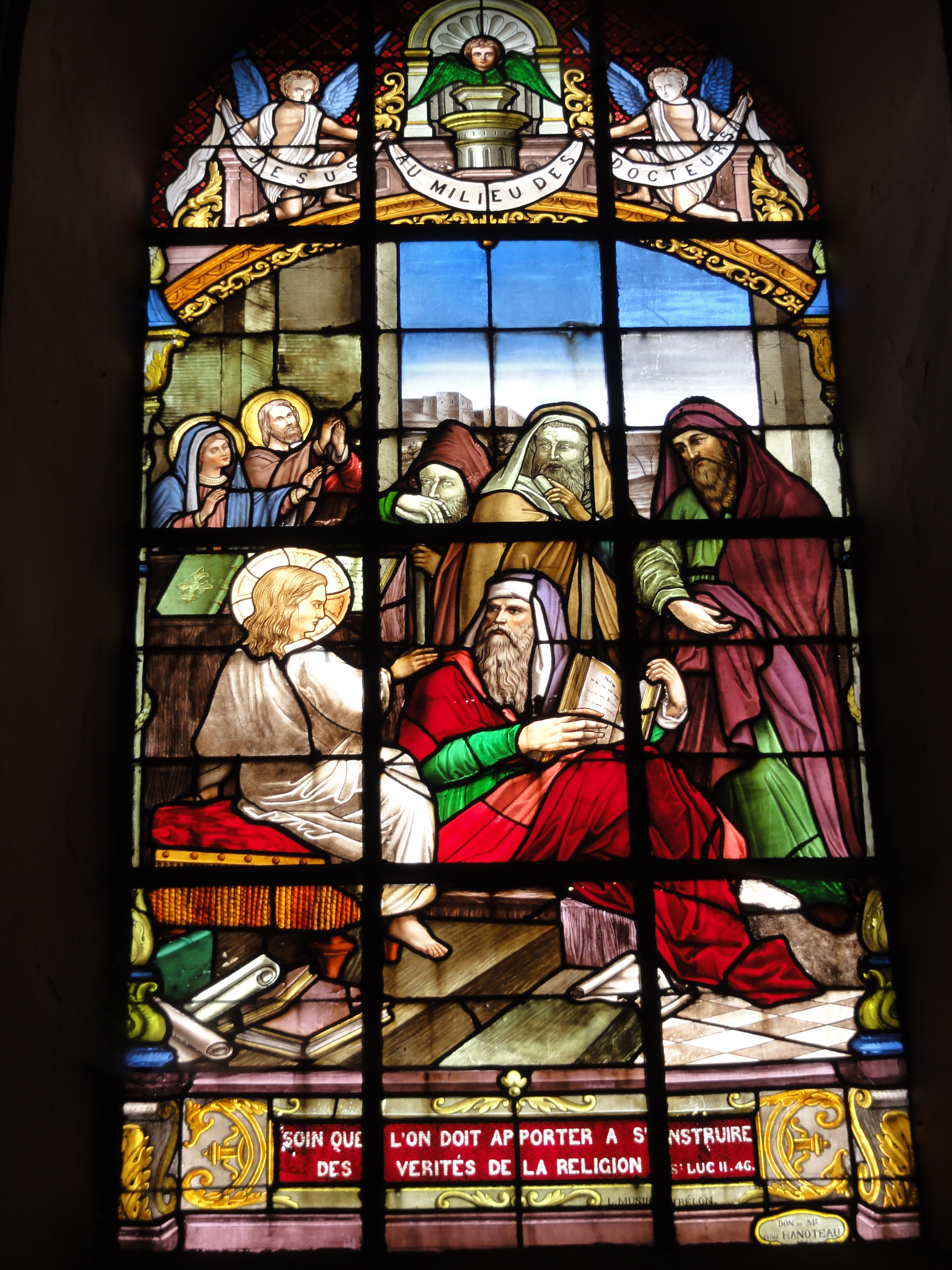
Église, vitrail, œuvre d'un verrier de Trélon, 1888.
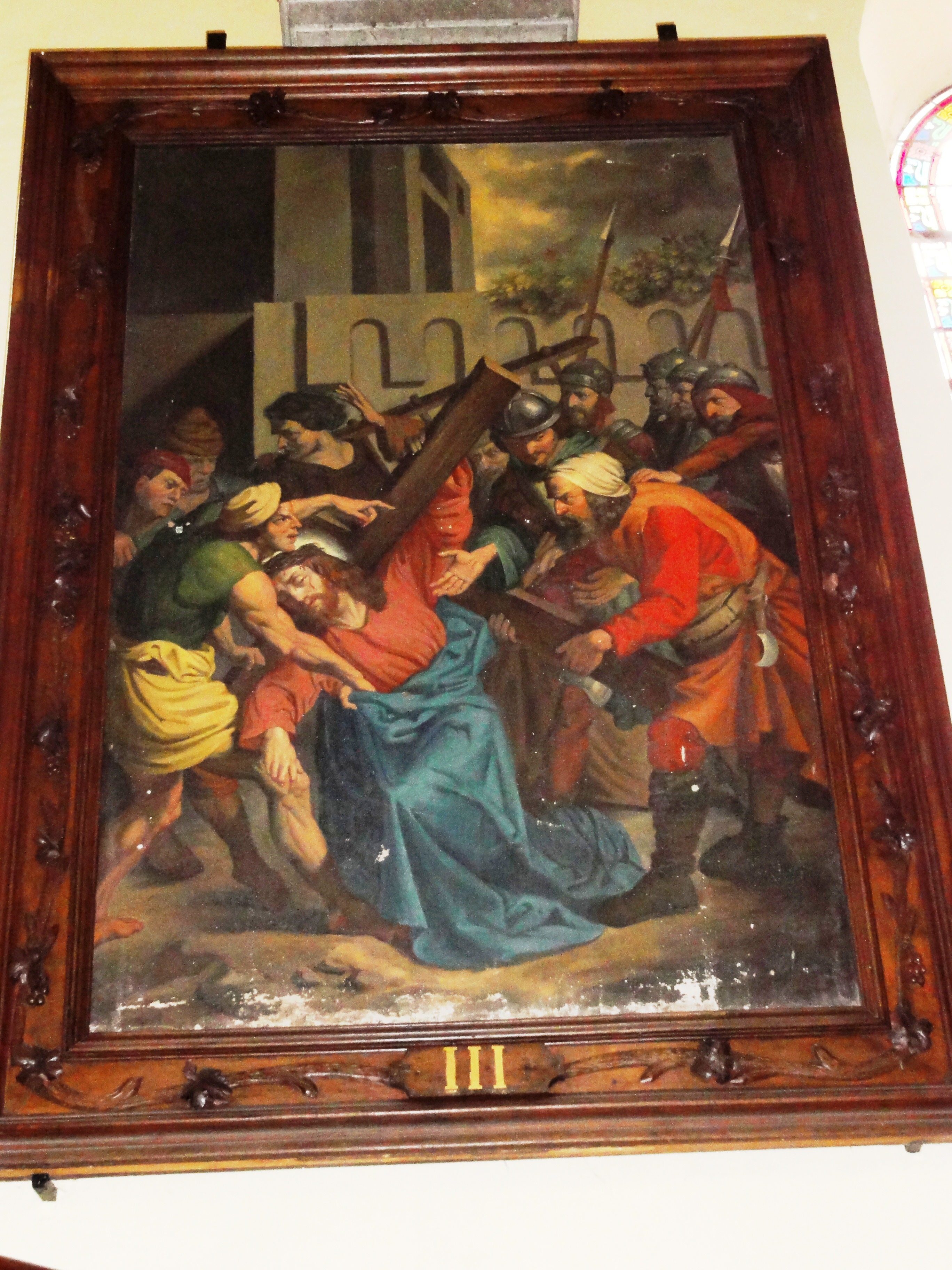
Église, un des stations du chemin de croix (station 3).
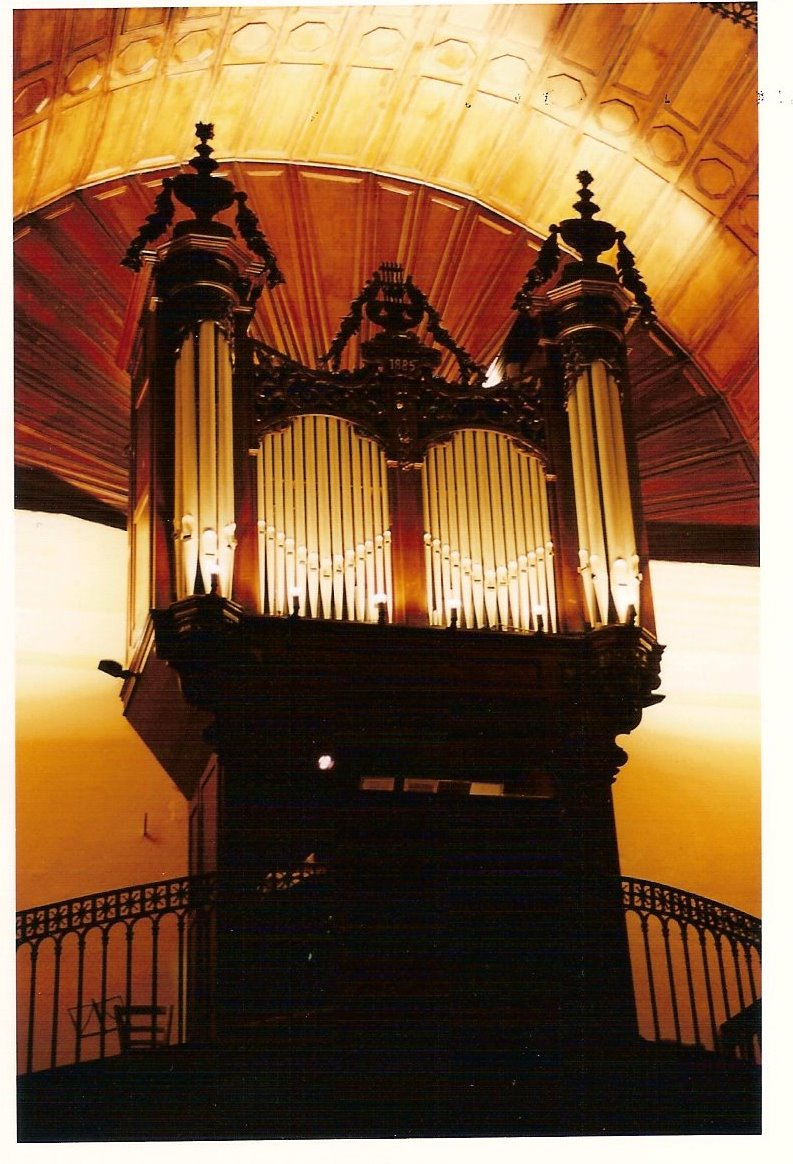
Orgues Delmotte.
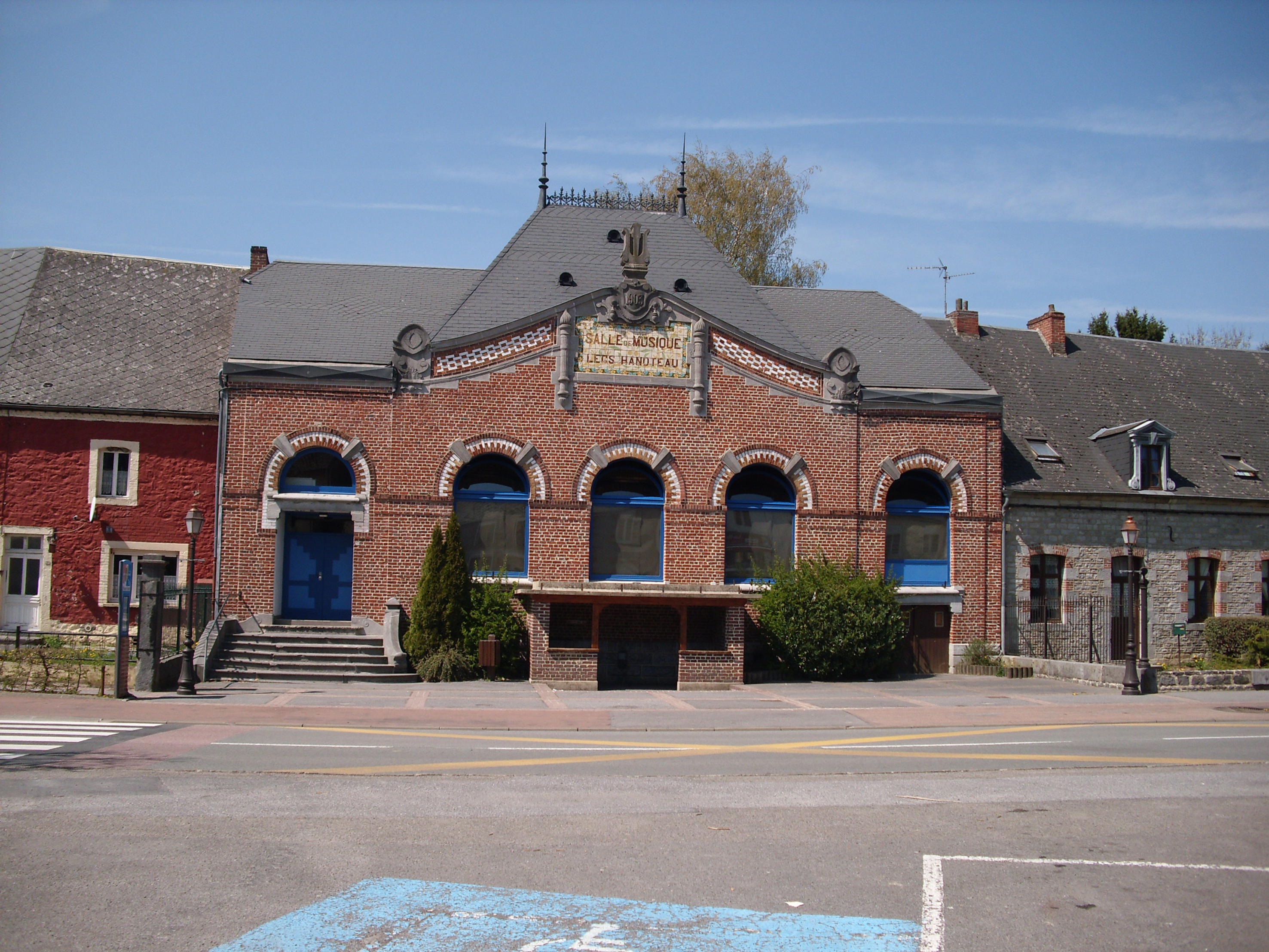
Salle de musique.
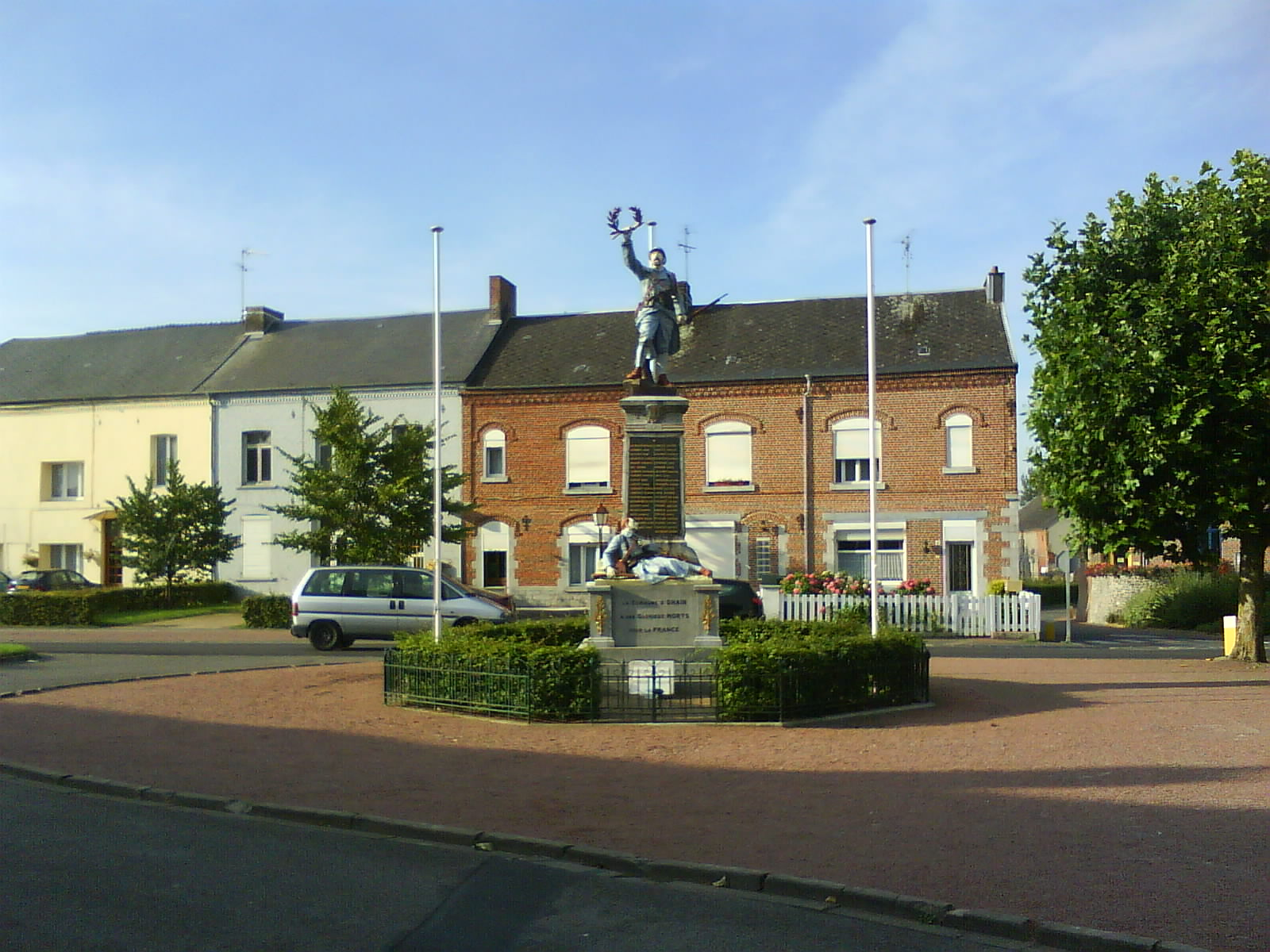
Le monument aux morts.

- Un circuit des chapelles permet de visiter un grand nombre de chapelles et oratoires dans le bourg et les hameaux de la commune. La chapelle du Grand Dieu date de la fin du XVIIe siècle. Elle a reçu son nom de la grande statue du Christ qui remplit quasiment toute la chapelle. Cette statue a été sculptée par un infirme qui y a mis l'expression de ses propres souffrances[39]. Elle se trouve près de l'endroit où des fouilles ont mis au jour des traces d'habitation préhistorique. La chapelle Sainte-Face, Saint-Georges et Saint-Antoine de 1887 en pierre blanche de Saint-Dizier a été restaurée en 2011.

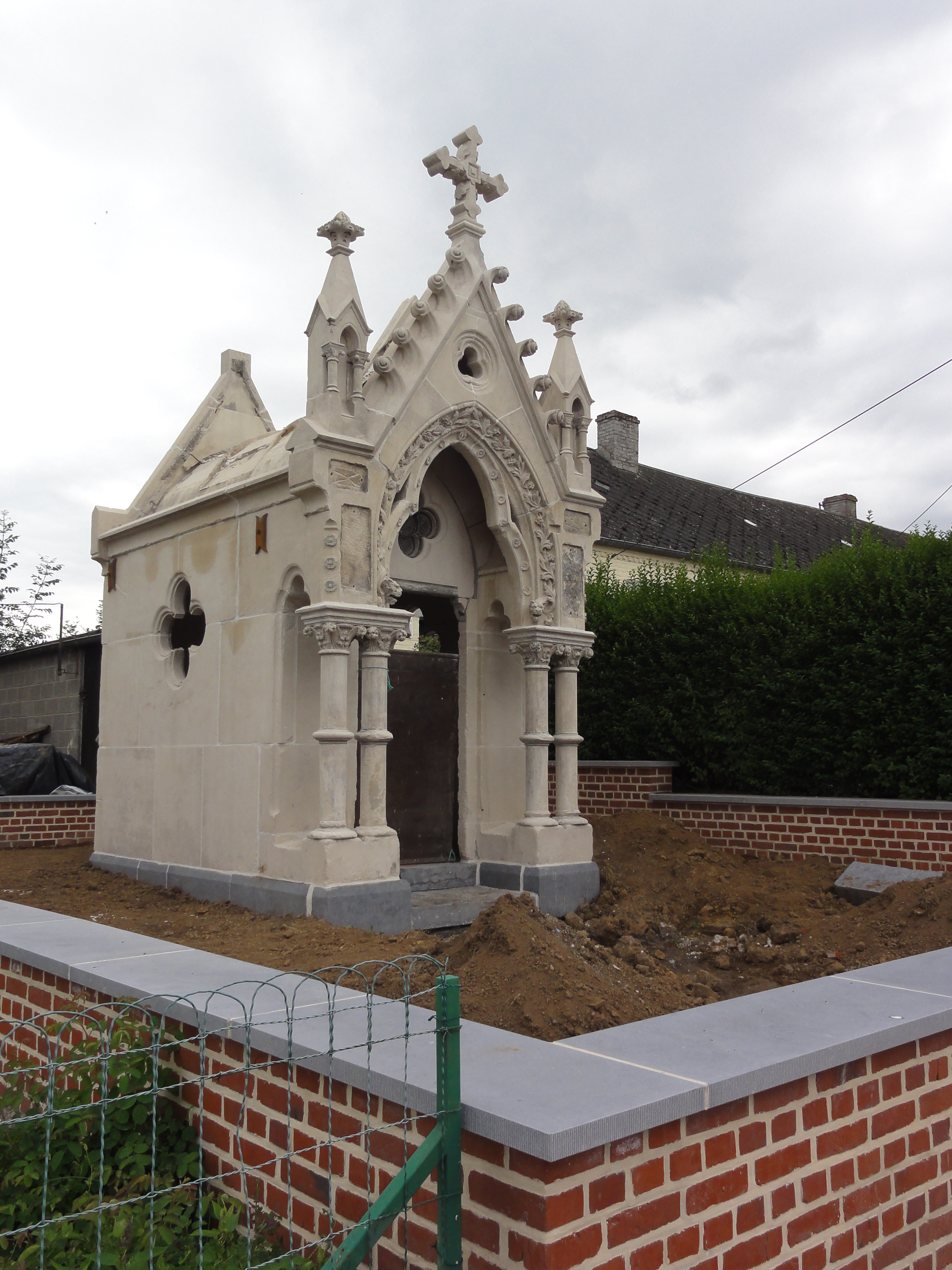
Chapelle Sainte-Face, Saint-Georges et Saint-Antoine pendant la restauration.
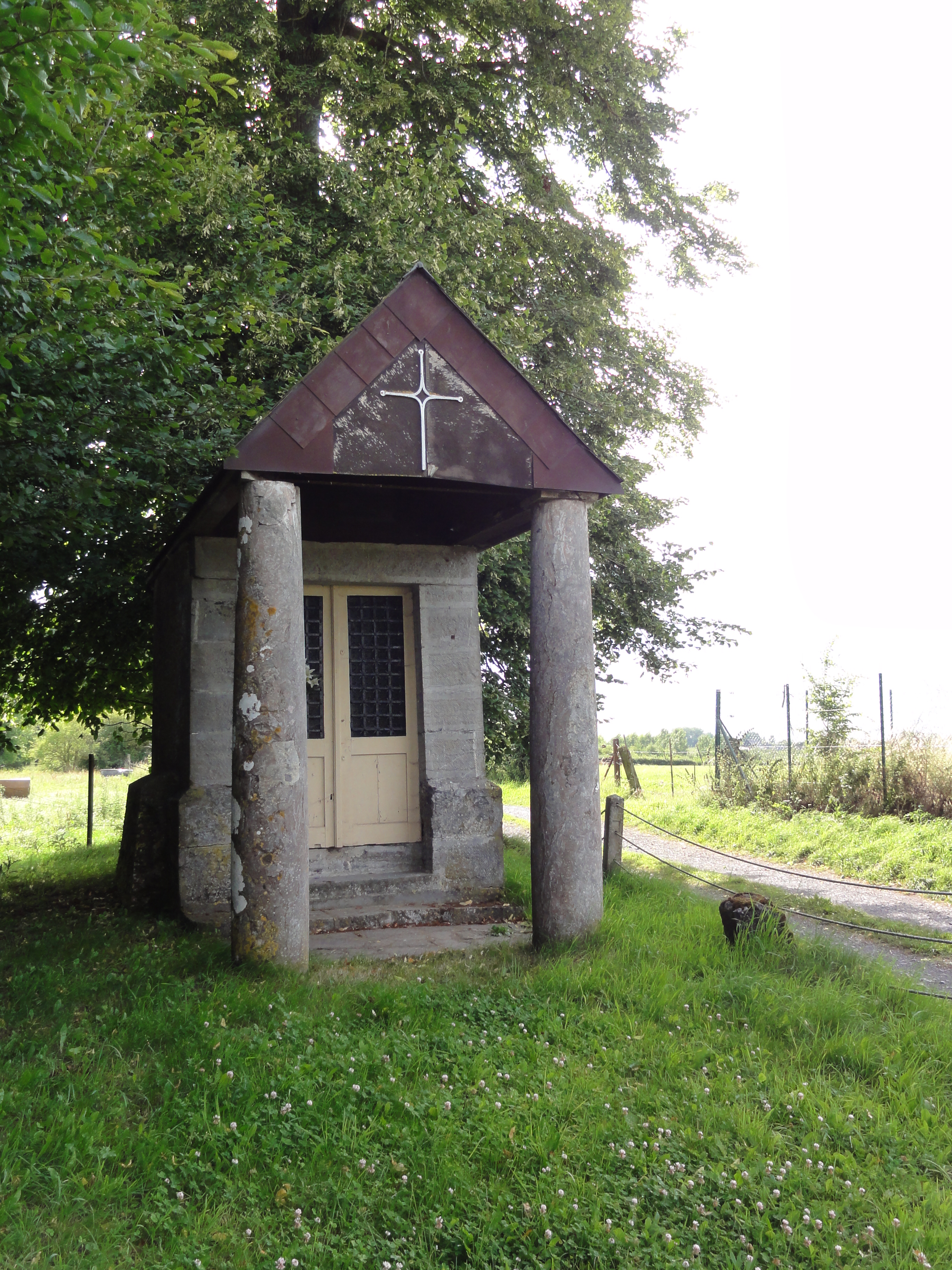
Chapelle du Grand Dieu.
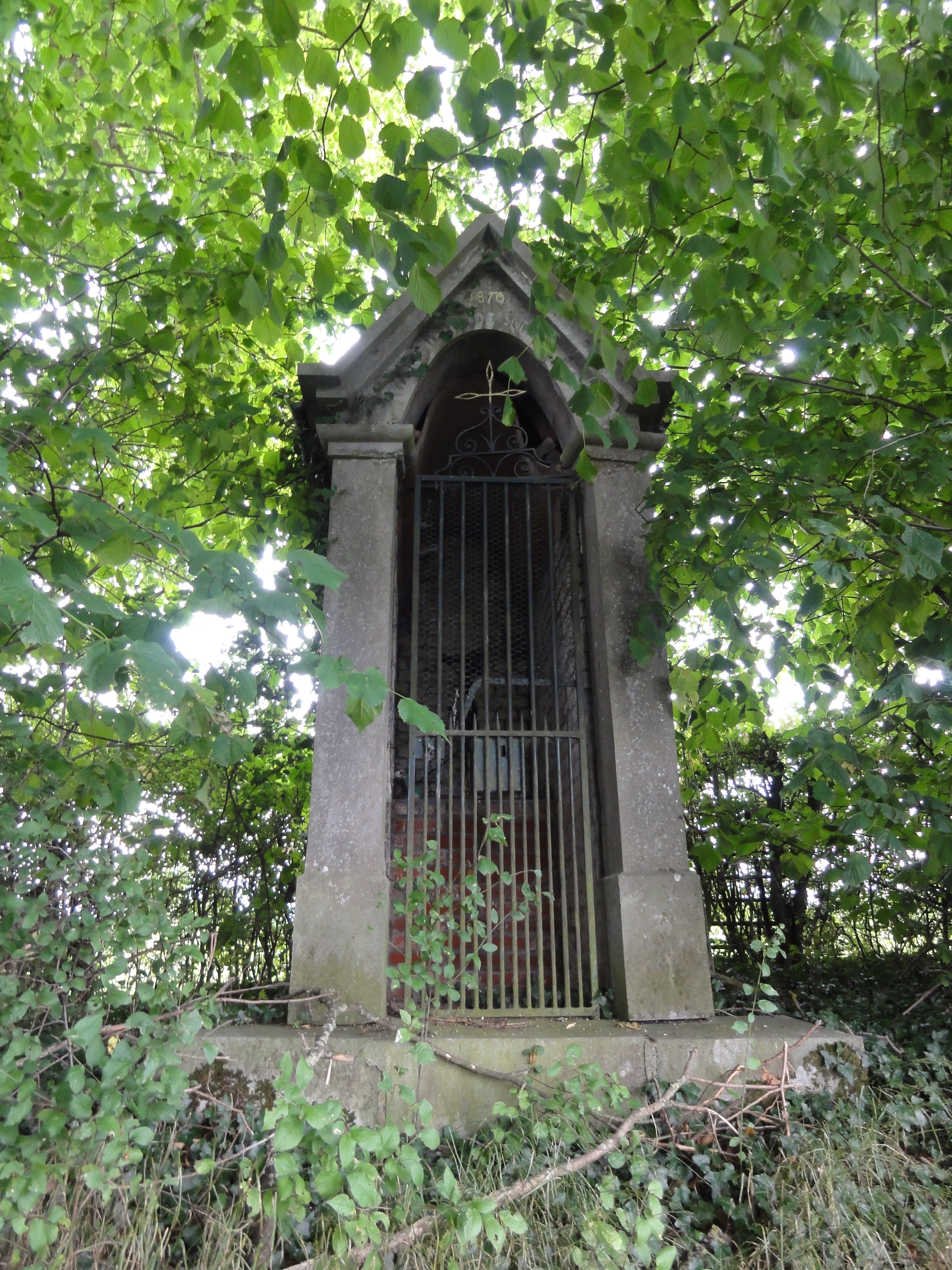
Chapelle de 1870, Départementale D 83.
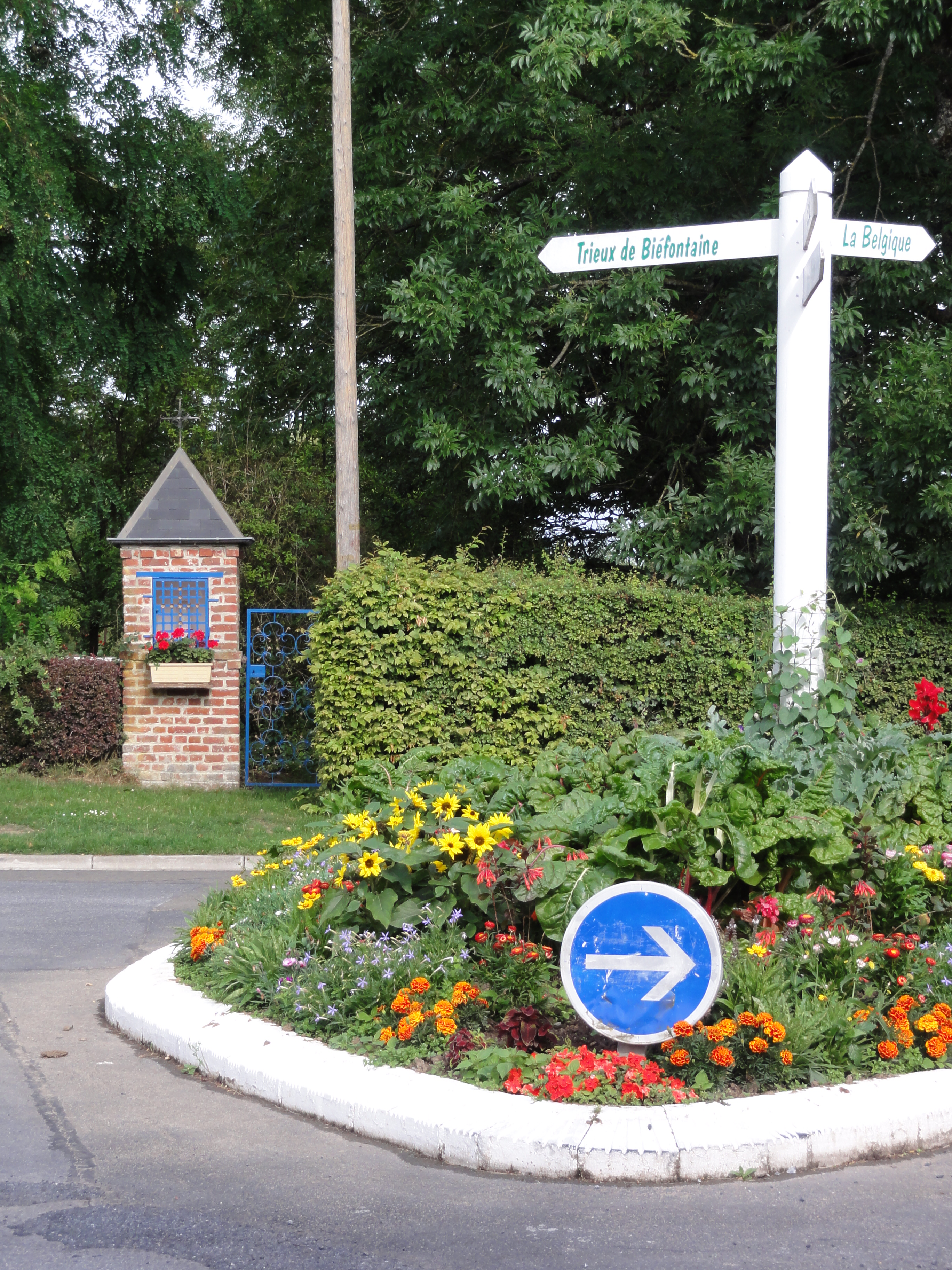
Chapelle au rondpoint de Trieux de Melsart.
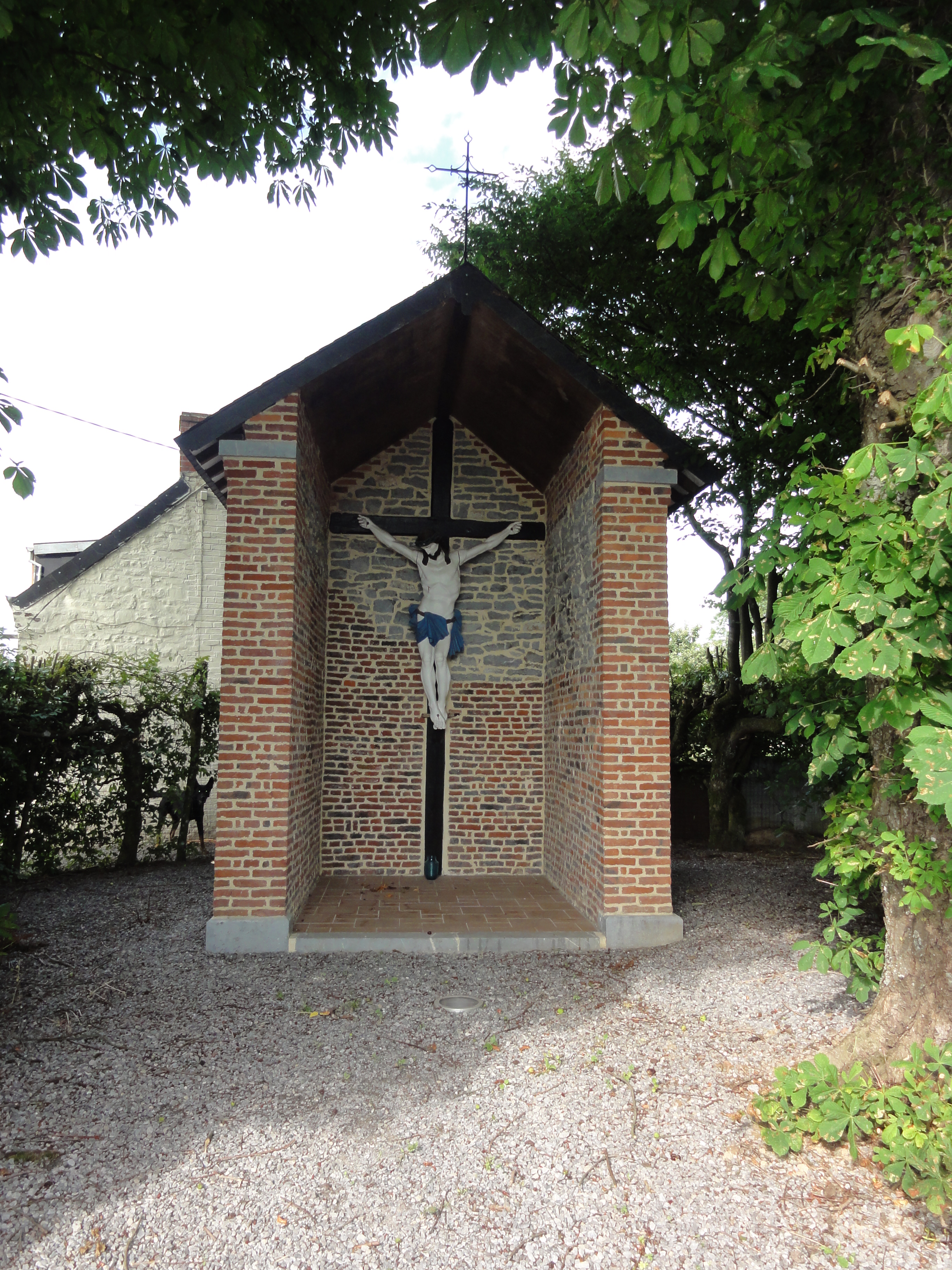
Calvaire au Trieux de Melsart.

### Personnalités liées à la commune
- Ernest Lesaffre, maître de forges, maire de Ferrière-la-Grande, est né à Ohain en 1837
- Lydie Bastien, maîtresse de René Hardy, aurait travaillé pour les Allemands lors de la Seconde Guerre mondiale et a habité la commune dans sa jeunesse
- Christophe Rossignon, né le 26 novembre 1959 à Ohain, est un producteur et acteur français

### Héraldique
|  | Les armes de Ohain se blasonnent ainsi : D'or à quatre pals de gueules, à la bordure engrêlée d'azur. |

## Pour approfondir